# Vladimir Petković
Vladimir Petković, né le 15 août 1963 à Sarajevo, en Yougoslavie (aujourd'hui en Bosnie-Herzégovine), est un footballeur croate de Bosnie-Herzégovine naturalisé suisse, devenu entraîneur de football.

## Biographie
Surnommé le « Docteur » (Il Dottore en italien) ou le « Mister », Vladimir Petković parle cinq langues ; sa langue maternelle, le croate, mais aussi l’italien, l’anglais, l’allemand et le russe.

### Jeunesse
Vladimir Petković est né à Sarajevo en 1963. Il est croate de Bosnie-Herzégovine,,,. Ses parents travaillent dans l'éducation (son père est directeur de jardin d’enfants et sa mère enseignante), et Vladimir Petković déménage et change souvent d'école : il vit d'abord à Vrelo Bosne puis à Hadžići à partir de l'âge de cinq ans.
Milieu de terrain bon techniquement, Vladimir Petković commence à jouer au football à Ilidža à l'âge de onze ans, puis intègre les équipes de jeunes du FK Sarajevo à l'âge de quinze ans.

### Carrière de joueur
Vladimir Petković commence sa carrière professionnelle au FK Sarajevo au début des années 1980. Il ne joue toutefois que rarement dans cette équipe au niveau relevé, notamment en raison de la présence du joueur yougoslave Safet Sušić. Vladimir Petković est champion de Yougoslavie en 1985, avec deux apparitions en cours de match. Il est prêté deux fois : un premier prêt au FK Rudar Prijedor où il marque plusieurs buts ; le second en Championnat de Yougoslavie de football D2, saison 1985-1986, avec l'équipe slovène NK Koper, qui termine dernière et se voit reléguée.
En 1987, Vladimir Petković émigre en Suisse grâce à Zlatko Dupovac, un ami de son père qui joue alors au FC Wettingen et qui le met en contact avec un agent,. D’abord testé par le FC Saint-Gall, Petković n’est pas engagé à cause de la règle limitant à deux le nombre de joueurs étrangers. Il rejoint alors le FC Coire 97, en deuxième division. La saison suivante, il s’engage avec le club plus compétitif du FC Sion, qui termine troisième du championnat de Suisse 1988-1989, mais avec seulement six matchs joués, il quitte le club à la fin de la saison.
De retour en division inférieure, Vladimir Petković joue pour le FC Martigny-Sports, puis de nouveau pour Coire. Il est alors considéré comme un milieu de terrain correct de deuxième division suisse, capable de marquer régulièrement[réf. nécessaire]. En 1992, alors qu’il joue en Suisse orientale, il commence des cours d’entraîneur. En 1993, il est transféré de Coire à l’AC Bellinzone. En 1996, il s’engage avec le FC Locarno, qui évolue alors en Ligue nationale B. En parallèle, il continue sa formation d’entraîneur, s’occupe de deux équipes de juniors et trouve un emploi de chef d’équipe dans une société de nettoyage. Deux ans plus tard, il est licencié, mais retrouve un poste de formateur d’adultes pour chômeurs. Il perd à nouveau son travail deux ans plus tard lorsque l’institut ferme à cause de blanchiment d’argent. Il est alors engagé par Caritas.
Au niveau footballistique, Vladimir Petković termine sa carrière de joueur au SC Buochs (de), après une première expérience comme entraîneur-joueur à Bellinzone durant la saison 1997-1998.

### Carrière d'entraîneur

#### En Suisse (1997-2011)

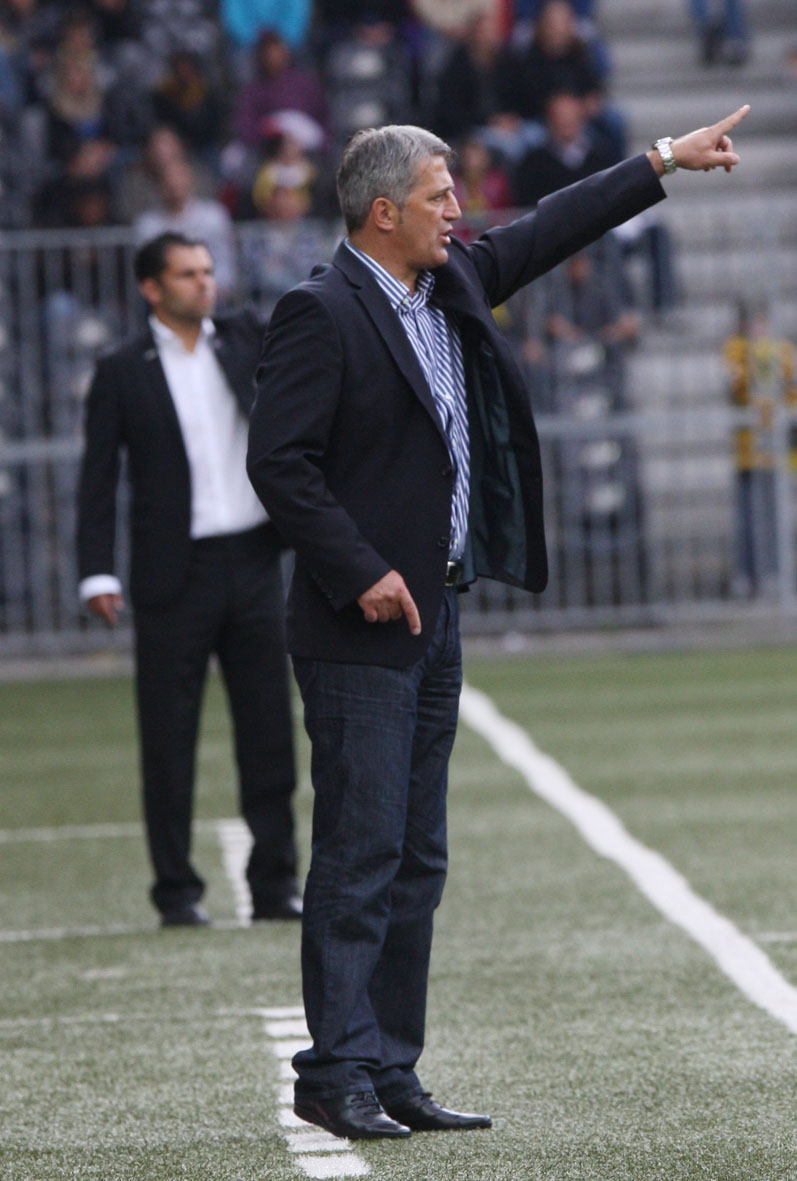
Petković durant son passage à Young Boys, en 2009.

Au terme de sa carrière de joueur, Vladimir Petković se reconvertit en entraîneur. D’abord embauché en tant qu'entraîneur-joueur à l'AC Bellinzone en 1998, il est ensuite nommé entraîneur du FC Malcantone Agno en 1999. Il mène ce club de 1re ligue en Challenge League, avant que le club ne fusionne, en 2004, avec l’AC Lugano pour devenir le FC Lugano. Il revient à Bellinzone, pour la quatrième fois, en 2005. Il mène l'équipe jusqu'en finale de la Coupe de Suisse, perdue contre le FC Bâle sur le score de 4 buts à 1, et jusqu'à la promotion en première division. En parallèle à son activité d’entraîneur, Vladimir Petković est employé à plein temps, pendant cinq ans, par l'organisation caritative Caritas du Tessin grâce au diplôme de formateur pour adultes qu’il a passé,,,.
Au début du championnat de Suisse de football 2008-2009, il est recruté par le BSC Young Boys. Il met en place une formation en 3-4-3 et l'équipe de Berne se classe deuxième du championnat après avoir été en tête durant la moitié de la saison. Avec Young Bots, Petković donne sa confiance à de jeunes joueurs comme François Affolter ou Moreno Costanzo. Le 7 mai 2011, il est licencié après trois saisons de service. Le club est alors troisième sans espoir de finir champion, devancé par le FC Zurich et le FC Bâle.

#### En Turquie (2011-2012)
En 2011, il devient entraîneur de l'équipe turque de Samsunspor mais il donne sa démission en janvier 2012 sous la menace d'une relégation. Le 15 mai 2012, il est nommé entraîneur intérimaire du FC Sion par Christian Constantin avec comme objectif de maintenir le club en Raiffesen Super League, après s'être vue retirer 36 points par l'UEFA. Vladimir Petković, maintient le FC Sion en Super League grâce à sa victoire contre le FC Aarau en barrages, mais il est ensuite remplacé par Sébastien Fournier.

#### En Italie (2012-2013)
Le 2 juin 2012, Vladimir Petković devient l'entraîneur de l'équipe italienne de la Lazio en remplacement de Edoardo Reja. Lors de sa première saison, il termine à la 7e place de la Serie A et il remporte la Coupe d'Italie contre la AS Rome grâce à un but de Senad Lulić. 

#### Équipe de Suisse (2014-2021)
Limogé en décembre 2013 de la Lazio, il est nommé à la tête de l’équipe de Suisse, en remplacement d'Ottmar Hitzfeld après la Coupe du monde de 2014. Avec la Nati, Petković abandonne le fameux 4-2-3-1 chère à Hitzfeld pour son 4-3-3 du temps de la Lazio, mais ses débuts à la tête de l'équipe de Suisse sont difficiles, avec deux défaites contre l'Angleterre et la Slovénie. Malgré un début manqué, la Suisse se relance bien dans ses éliminatoires et parvient à obtenir son billet pour l'Euro 2016 en terminant 2e de son groupe, juste derrière l'Angleterre. Après ces bons résultats, l'Association suisse de football décide de prolonger son contrat jusqu'en 2017. Vladimir Petković réalise un excellent parcours lors des éliminatoires de la Coupe du monde 2018 (9 victoires et 1 défaite) et qualifie la Suisse en barrage face à l'Irlande du Nord pour la compétition russe. En Russie, la Suisse se qualifie pour les huitièmes de finale, mais trébuche à nouveau dès le début des matchs à élimination directe et une défaite 1-0 contre la Suède. Le lendemain, Petković est confirmé jusqu'en 2019.
En novembre 2019, la Suisse obtient sa qualification pour l'Euro 2020 lors du dernier match des éliminatoires contre Gibraltar (1-6), terminant ainsi à la première place de son groupe devant le Danemark, aussi qualifié directement, et l'Irlande, qui doit passer par les barrages. Petković devient alors le premier sélectionneur de l'histoire à qualifier trois fois de suite la Nati pour un tournoi majeur.
À l'Euro, il mène la Suisse en huitièmes de finale, où la Nati se débarrasse de l'équipe de France championne du monde en titre 5–4 aux tirs au but après un match nul sur le score de 3-3. La Suisse se qualifie alors pour les quarts de finale de l'Euro pour la première fois de son histoire, où elle sera défaite par l'Espagne (1-1, 1-3 t.à.b).

#### Girondins de Bordeaux (2021-2022)
Son arrivée à Bordeaux est perçue comme une tentative de redynamiser le club[réf. nécessaire], qui connaît des saisons irrégulières en Ligue 1. Petković est apprécié pour son approche tactique moderne et son expérience internationale[réf. nécessaire]. Les attentes sont élevées quant à sa capacité à stabiliser l'équipe et à la ramener à un niveau compétitif en championnat[réf. nécessaire].

#### Équipe d’Algérie (2024-présent)
Le 29 février 2024, Petković est nommé sélectionneur de l'équipe d'Algérie de football. Ses débuts à la tête de l'équipe sont moyens, soit une victoire face à la Bolivie (3-2), un nul contre l’Afrique du Sud (3-3) et une défaite contre la Guinée (2-1), match primordial qui pouvait permettre d'obtenir trois points d’avance sur la Guinée pour les qualifications pour la Coupe de Monde 2026.
Le 10 juin 2024, il obtient sa première victoire dans les matchs de qualifications pour le Mondial en battant l’Ouganda (2-1).

## Palmarès

### En tant que joueur
| FK Sarajevo - Championnat de Yougoslavie (1) - Vainqueur en 1985 |

### En tant qu'entraîneur
| Malcantone Agno (1)                                  | Lazio Rome (1)                          | Suisse |
| ---------------------------------------------------- | --------------------------------------- | --- |
| - Championnat de Suisse de D3 (1) - Vainqueur : 2003 | - Coupe d’Italie (1) - Vainqueur : 2013 | - Ligue des nations - Quatrième : 2018-2019 - Coupe du monde - Huitième de finaliste : 2018 - Euro - Quart de finaliste : 2020 - Huitième de finaliste : 2016 |